# Rękoraj
Rękoraj is een dorp in de Poolse woiwodschap Łódź. De plaats maakt deel uit van de gemeente Moszczenica (powiat piotrkowski) en telt 660 inwoners.